# روث هاسي
روث هاسي (بالإنجليزية: Ruth Hussey)‏ هي ممثلة أمريكية، ولدت في 30 أكتوبر 1911 في الولايات المتحدة، وتوفيت في 19 أبريل 2005 بكاليفورنيا في الولايات المتحدة. من الجوائز التي نالتها قاعة مشاهير نساء رود آيلاند للتراث.

## أعمال

### أفلام
- (1940) قصة فيلادلفيا

## جوائز وترشيحات
جوائز
- قاعة مشاهير نساء رود آيلاند للتراث

ترشيحات
- جائزة الأوسكار لأفضل ممثلة مساعدة، عن عمل: قصة فيلادلفيا (1940)

## وصلات خارجية
- روث هاسي على موقع IMDb (الإنجليزية)
- روث هاسي على موقع ألو سيني (الفرنسية)
- روث هاسي على موقع تيرنر كلاسيك موفيز (الإنجليزية)
- روث هاسي على موقع أول موفي (الإنجليزية)
- روث هاسي على موقع قاعدة بيانات برودواي على الإنترنت (الإنجليزية)
- روث هاسي على موقع قاعدة بيانات الأفلام السويدية (السويدية)
- روث هاسي على موقع إن إن دي بي (الإنجليزية)
- روث هاسي على موقع قاعدة بيانات الفيلم (الإنجليزية)
- روث هاسي على موقع كينوبويسك (الروسية)